# تورستن لورد
تورستن لورد (بالسويدية: Torsten Lord)‏ هو متسابق يخت سويدي، ولد في 2 مارس 1904 في Nacka ‏ في السويد، وتوفي في 4 فبراير 1970 في ليدينيو ‏ في السويد.

## وصلات خارجية
- تورستن لورد على موقع الاتحاد الدولي للملاحة الشراعية (موقع جديد) (الإنجليزية)
- تورستن لورد على موقع الاتحاد الدولي للملاحة الشراعية (موقع قديم) (الإنجليزية)
- تورستن لورد على موقع اللجنة الأولمبية الدولية (الإنجليزية)
- تورستن لورد على موقع أوليمبيديا (الإنجليزية)
- تورستن لورد على موقع اللجنة الأولمبية السويدية (السويدية)